# Giovanni Biamonti
Giovanfrancesco Biamonti, detto Giovanni (Caprarola, 12 ottobre 1889 – Roma, 4 luglio 1970), è stato un musicologo italiano.

## Biografia
Dopo la laurea in legge e l'abbandono dell'attività forense, Gianfrancesco Maria Biamonti è stato segretario amministrativo dell'Accademia Nazionale di Santa Cecilia dal 1924 al 1963. Nell'"adunanza" dell'Assemblea Generale degli Accademici del 1º marzo 1964 Biamonti viene eletto "Accademico effettivo" (con 43 voti a favore, 8 schede nulle e 3 bianche; su un totale di 54 votanti) ed entra a far parte del Consiglio accademico (a fianco di nomi del calibro di Jacopo Napoli, Goffredo Petrassi e Mario Zafred, solo per citarne alcuni).
Amico e collega del musicologo svizzero Willy Hess, Biamonti è noto soprattutto per i suoi studi beethoveniani. La terza, e penultima, edizione del Catalogo Hess - pubblicata solo in italiano (e non in tedesco) nell'Annuario dell'Accademia Nazionale di Santa Cecilia 1951-1952, alle pagine 301-367 (ma anche come edizione separata, nello stesso anno, in forma di Estratto dell'annuario) - è stata tradotta da Biamonti (Le opere di Beethoven e la loro edizione completa, Roma, Tipografia Romano Mezzetti, 1953). Nel 1968 Biamonti pubblica il suo catalogo beethoveniano: il cosiddetto Catalogo Biamonti; che può essere considerato un ampliamento, e un soprainsieme, del Catalogo Hess. Come Willy Hess anche Biamonti, per quanto attiene alle opere di Beethoven, parte da un concetto di "opera" più allargato e flessibile del solito; ricomprendendo in tale definizione anche tutti i frammenti, gli abbozzi continuativi, i lavori incompiuti o abbandonati, in altri termini tutte le notizie di pezzi musicali scritti da Beethoven di cui si è a conoscenza. Come il Catalogo Hess anche il Catalogo Biamonti è un catalogo all'incirca complementare al Catalogo Kinsky/Halm, e tuttavia ricomprende circa 300 numeri (mentre quello di Hess ne ha circa il doppio). Il Catalogo Biamonti delle opere di Beethoven viene annoverato oggi tra i cataloghi beethoveniani fondamentali, e sicuramente un ulteriore ottimo passo in avanti tra i cataloghi complementari.
Biamonti muore il 4 luglio 1970. Nell'Assemblea Generale del 26 luglio 1970 il presidente, il maestro Renzo Silvestri, prima di iniziare lo svolgimento degli argomenti all'ordine del giorno, commemora la scomparsa dell'avv. Giovanni Biamonti come "figura altamente nota quale serio e colto studioso e per lunghi anni prezioso collaboratore dell'Accademia" e invita l'Assemblea a osservare un minuto di raccoglimento per ricordare il collega scomparso.

## Opere
- Boris Godunof: breve commento al dramma musicale di M. P. Mussorgski, Roma, F.lli De Santis, 1923
- I quartetti di Beethoven, Roma, G. Glingler, 1924
- La nona sinfonia di Ludwig Van Beethoven, Roma, G. Glingler, 1925
- Saggio beethoveniano, Roma, De Santis, 1929
- Il matrimonio segreto di Domenico Cimarosa, Roma, tipografia Formiggini, 1930
- Beethoven: rilievi di vita e d'arte, Roma, 1947
- Schema di un catalogo generale cronologico delle musiche di Beethoven: 1781-1827, Roma, G. Biamonti, 1954
- Catalogo cronologico e tematico delle opere di Beethoven: comprese quelle inedite e gli abbozzi non utilizzati, Torino, ILTE, 1968